# 工程管理
工程管理是管理实践到工程实践的应用。
工程管理是一种职业。他们既能解决工程上的技术问题，又具备组织、行政和规划等管理能力，以便监督复杂的工程驱动企业的运作性能。工程管理行业的专业人士在寻求研究生学位以作为资质证书时，有时会将工程管理硕士（MEM）和工商管理硕士（MBA）放在一起比较。

## 历史
史蒂文斯理工学院被认为是最早拥有工程管理院系的大学，其在1908年设立了商业工程学院。后来它被称作工程管理专业工程学士（BEEM）计划并被移入系统和企业学院。德雷克塞尔大学建立了美国第一个研究生工程管理学位，并从1959年开始授予。1967年，第一次有大学院系被明确冠以“工程管理”的名称，这是由密苏里科技大学创立的（前密苏里罗拉大学，前密苏里矿业学院）。
在美国以外，在德国第一个专注于工程管理的院系于1927年在柏林建立。在土耳其，伊斯坦布尔理工大学于1982年成立了管理工程系，提供了大量的研究生和本科生管理工程课程。在英国，华威大学于1980年成立了一个专门的系——华威制造集团，它提供了一套工程商业管理理学硕士研究生课程。
密歇根理工大学2012年秋季开始，在商业经济学院教授工程管理课程。
在加拿大，纽芬兰纪念大学已经开始教授完整的工程管理的硕士学位课程。
在丹麦，丹麦技术大学提供工程管理的理学硕士课程（英文）。
在巴基斯坦，塔克西拉工程技术大学、拉合尔工程技术大学和巴基斯坦国立科技大学（NUST）为工程管理同时提供硕士和博士学位，卡拉奇NED工程技术大学和吴拉姆伊沙克汗工程科学和技术学院已经设置了工程管理专业工程硕士。该专业的不同是，它是包含在质量管理中的。COMSATS（CIIT）向本地和海外巴基斯坦人在校/离校学生提供项目管理的理学硕士学位。
在意大利，米兰理工大学提供管理工程学位。
在俄罗斯，从2014年开始，俄罗斯联邦总统国民经济与国家行政学院（RANEPA）工程管理系提供工程管理的学士和硕士学位。
在法国，研究生工程学院（EPF）从2018年1月开始，为五年制工程硕士学位的第4年和第5年，提供英文的2年工程和管理专业。这些学生已经在其它地方完成了本科的工程学位，最后两年是开放式的。

## 领域

### 运营管理、运筹学和供应链管理
运营管理关注设计和控制生产流程，及重新设计货物或服务产品的商业运营。运筹学研究复杂运营的定量模型，并使用这些模型为行业部门或公共服务的决策提供支持。供应链管理是对物流、服务流和相关信息流，从起始端到消费端的规划、实施和管理的过程。

### 技术管理
技术管理（MOT）学科建立于各种管理学基础之上，如会计学、金融、经济学、组织行为学和组织设计。这个学科的课程主要研究与创新和技术革新管理相关的运营和组织问题。

### 新产品开发和产品工程
新产品开发（NPD）是将一个新产品带入市场的整个流程。产品工程是指设计和开发一个装置、组件或系统的过程，通过生产制造流程，将产品生产出来并销售。产品工程通常需要通过某些活动来处理一些问题，如成本、生产能力、质量、性能、可靠性、适用性、预期寿命和用户特性。在采用阶段式模型的产品开发过程中，项目管理技术被用于管理设计和开发流程。工艺设计（有时也称为制造设计或DFM）是所设计产品的综合工艺，即使用何种方式更容易制造。

### 系统工程
系统工程是工程和工程管理的跨学科领域，着眼于如何设计复杂的系统，及在其生命周期中对其进行管理。

### 工业工程
工业工程学是工程学的一个分支，用来对复杂的流程、系统或组织进行优化。工业工程师的工作，是减少不产生价值的浪费，无论是时间、资金、材料、人工、机器时间、能源，还是其它资源。

### 管理学
管理学使用各种基于科学研究的原则、战略和分析方法，包括数学模型、统计和数值算法，来提高一个组织的能力。可以颁布合理的、有意义的管理决定，使复杂的决定性问题实现，最佳的或接近最佳的解决方案。

## 教育
工程管理课程一般包括会计学、经济学、金融、项目管理、系统工程、工业工程学、数学建模和优化、管理信息系统、质量控制与六西格玛、操作管理、运筹学、人力资源管理、工业心理学、安全和健康。
尽管进入工程管理的基本要求是一个工程学位（或计算机科学、数学或科学学位）和一个商学学位，但实际上却有很多可能。

### 本科学位
虽然大多数工程管理课程是面向研究生学习，但有少数精英院校在教授本科工程管理课程。有些是被ASEM认可和/或确认的，包括西点军校、诺维奇大学、纽约科技学院、史蒂文斯理工学院、伊利诺伊理工学院、伦斯勒理工学院、乔治华盛顿大学、亚利桑那州立大学、密苏里科技大学等。这些专业的毕业生在离开学校后的第一年，通常能賺到接近65 000美元。
在美国以外，伊斯坦布尔理工大学管理工程系提供的管理工程本科学位正在吸引顶尖学生。滑铁卢大学提供了一个管理工程方面的四年制学士学位（若包含合作教育则为五年）。在此类课程中，这是加拿大的第一个。在秘鲁，太平洋大学（Pacifico University）为这个专业提供了一个五年制本科学位，这也是该国的第一个。

### 研究生学位
许多大学提供工程管理硕士学位。1984年，第一个工程管理博士学位授权点被授予密苏里科技大学。设在孟买的国立工业工程学院已经从1973年开始在工业工程领域颁发研究生文凭，并从2008年开始授予研究员（博士）学位。麻省理工学院提供了一个系统设计和管理硕士课程，它是工程管理联盟（National Institute of Industrial Engineering）成员。
堪萨斯大学工程管理专业的学生，作为实习的专业人员，正在为上百家商业、制造业、政府或咨询公司工作。该专业有超过200名注册学生，及大约500名毕业生。
伊斯坦布尔理工大学管理工程系的管理工程专业提供了一个硕士学位和一个博士学位。
根据美国工程教育社区（ASEE）的棱镜杂志（2008年3月），最大的工程管理硕士（MEM）专业（按照2005-2006年授予学位数量）见下表。

## 管理工程咨询
以工程驱动的大小企业往往需要来自外部的管理咨询顾问的专家意见，他们以工程实践和产品开发作为关键价值驱动，而管理咨询顾问则针对这类公司提供专业服务。大多数工程管理咨询顾问会有最低限度的注册工程师资质。但通常他们也会有工程专业和/或商业专业的研究生学位，或一个管理咨询证书。这涉及提供管理咨询服务，特别是针对专业的工程实践或工业部门。工程管理咨询公司，通常都是精品公司，比传统主流咨询公司——A.T.科尔尼、波士顿咨询公司、毕马威、普华永道、麦肯锡——更专业。应用科学和工程实践要求一种全面的方法，需要涉及管理艺术、科学和工程实践的组合。有许多专业服务公司以咨询方式为工程行业提供服务，包括法律、会计、人力资源、市场营销、政治、经济、金融、公共事务和通信。通常，如果公司需要结合专门技术知识和管理知识，以增进知识或提高公司业绩，并且保护任何知识产权开发的机密性，就会用到工程管理咨询顾问。
工程管理咨询关注于综合系统的开发、改进、实施和评价。综合系统涉及组织、人员、资金、知识、信息、设备、能源、材料和/或流程。管理工程顾问努力改善现有的组织、流程、产品或系统。工程管理咨询利用工程分析与综合的原则方法，利用数学、物理和社会科学，以及利用工程设计的原则方法一起，来指定、预测和评估从这样的系统或流程中得到的结果。工程管理咨询可以专注于其分析的产品、流程或系统的社会影响。工程管理咨询和服务管理学之间还有些重叠，需要更多分析方法来解决问题。
可能使用工程管理咨询的例子包括，发展和领导一个公司主动进行大范围业务转换，或者设计和实施一个新产品开发流程，设计和实施一个制造工程的过程，包括自动化装配工作站。管理工程师可能擅长于获取和安装使用计算机辅助设计（CAD）、计算机辅助制造（CAM）和计算机辅助工程（CAE）应用程序。服务可能包含为各种业务逻辑和新产品推出制订战略，或作为效率专家来咨询。这可能包括使用管理学技术为银行开发一个新的金融算法或贷款系统，为医院优化手术室和急诊室的位置或用途，为材料或产品规划复杂的分布（即供应链管理），以及为银行、医院、或主题公园缩短队列。管理工程顾问通常使用计算机模拟（尤其是 离散事件仿真），以及大量的数学工具和建模与计算方法，来对系统进行分析、评估和优化。

## 专业组织
还有一些社团和组织投身于工程管理领域。其中最大的社团之一是IEEE的一个部门——工程管理社团（Engineering Management Society），该社团定期发行贸易杂志。该领域另一个杰出的专业组织，是美国工程管理社团（American Society for Engineering Management，ASEM）。1979年，由20个来自行业的工程经理的团队建立了该公司。ASEM目前通过联合工程经理（Associate Engineering Manager，AEM）或专业工程经理（Professional Engineering Manager，PEM）认证考试对两个级别的工程经理进行认证。工程管理硕士课程联盟（Master of Engineering Management Programs Consortium）是一个新成立的著名大学的联盟，旨在提升MEM学位的价值和接受度。此外，工程管理大学课程有可能被ABET、ATMAE或ASEM认可。 在加拿大，加拿大工程管理社团（Canadian Society for Engineering Management，CSEM）是一个加拿大工程协会（EIC）的委托人社团，它是加拿大最老的学术工程社团。

## 扩展阅读
- Eric T-S. Pan.  [永恒的商业机器：专业技术人员成功法则]. 2005. ISBN 0-9754480-0-5 （英语）.